# Guram Kostava
Guram Georgijevič Kostava (18. června 1937 Tbilisi, Sovětský svaz – 19. června 2024) byl sovětský a gruzínský sportovní šermíř, který se specializoval na šerm kordem. Sovětský svaz reprezentoval v padesátých a šedesátých letech. Zastupoval tbiliskou šermířskou školu, která spadala pod Gruzínskou SSR. Na olympijských hrách startoval v roce 1960 a 1964 v soutěži jednotlivců a družstev. V soutěži jednotlivců vybojoval na olympijských hrách 1964 bronzovou olympijskou medaili a v roce 1963, 1965 obsadil třetí místo na mistrovství světa. Se sovětským družstvem kordistů vybojoval na olympijských hrách v roce 1960 bronzovou olympijskou medaili a v roce 1961 a 1967 titul mistra světa.
Jako trenér působil ve Spojených arabských emirátech.